# Robert Hall (político antiguano)
Robert Hall (1909 - 1994) fue un agricultor, servidor público y político antiguano que ejerció como líder de la Oposición de Antigua y Barbuda entre 1968 y 1971 (la primera persona en ocupar este cargo) y nuevamente entre 1979 y 1984 (lo que lo convirtió también en el primero en ocupar el cargo con Antigua y Barbuda como estado soberano). Fue también vicepremier de Antigua y Barbuda entre 1971 y 1976, en el gobierno de George Walter, donde también ocupó la cartera de Agricultura. Durante toda su carrera, Hall destacó entre la oposición al régimen del Partido Laborista de Antigua (ALP) de Vere Cornwall Bird, siendo fundador del Movimiento Democrático de Antigua y Barbuda y del Movimiento Laborista Progresista, que lideró junto con Walter.

## Biografía
Hall nació en 1909, en una familia de antiguanos blancos. Fuera de su actividad política, fue plantador y agricultor. Durante la década de 1960, Hall dirigió el Movimiento Democrático de Antigua y Barbuda. Esta organización política muy laxa fue más significativa por el papel que le permitió desempeñar a Hall en la creación del Movimiento Laborista Progresista (PLM) en 1968. Después de que el partido ganó cuatro elecciones parciales, se convirtió en el primer partido de oposición parlamentaria de Antigua y Barbuda. Hall fue el primer líder de este partido y fue designado como el primer líder parlamentario de la oposición en el estado, ya que hasta entonces todos los escaños habían sido ocupados por el Partido Laborista de Antigua y no habían opositores electos. Hall cedió el liderazgo del partido a George Walter de cara a las elecciones de 1971, que el PLM ganó por amplio margen.
Durante el gobierno del PLM encabezado por Walter, Hall se desempeñó como vicepremier y Ministro de Agricultura. La política agrícola se había dividido entre varios órganos de administración pública separados durante la administración anterior. Su política emblemática fue la diversificación de la agricultura, alejándola de la fuerte dependencia del archipiélago de las exportaciones de azúcar, y aumentando el cultivo de otros cultivos, como la piña. Tras la derrota electoral en 1976 y el posterior encarcelamiento de Walter por parte del régimen de Bird, una movida considerada políticamente motivada, Hall lo suplantó como líder de la Oposición y encabezó al PLM en las elecciones de 1980. Aunque el partido sufrió una aplastante derrota, Hall retuvo su escaño y el cargo de líder de la Oposición. Sin embargo, la inhabilitación política de Walter y el carácter de Hall como un representante de la antigua clase terrateniente blanca de la colonia dejaron a la oposición antiguana descabezada, y el PLM perdió todos sus escaños en 1984, poniendo fin a la carrera parlamentaria de Hall.
Hall falleció en 1994, a la edad de 85 años. Tras la derrota del ALP en 2004 y el ascenso al poder de Baldwin Spencer (primer gobernante ajeno al ALP desde Walter), fue nombrado caballero de manera póstumra.